# شبكة أنظمة القتال المستقبلية
تتكون شبكة أنظمة القتال المستقبلية لفريق اللواء القتالي من خمس طبقات تقدم البيانات إلى وحدات الجيش المنتشرة في الجبهة.
عندما يعتمدها الجيش بالكامل على مدى العقدين المقبلين، ستمتلك الشبكة القدرة على التكيف ووظائف الإدارة اللازمة للحفاظ على الخدمات ذات الصلة في ساحة معركة سريعة التغير. ستقوم الشبكة أيضًا بإرسال بيانات الاستهداف وبيانات التنسيق الأخرى إلى مكونات البحرية والقوات الجوية من أجل تكامل القوة بالكامل في ساحة المعركة.

## طبقة أجهزة الاستشعار والمنصات
أجهزة الاستشعار هي الأجهزة والبرامج التي ستزود الشبكة بالقدرة على "الرؤية أولاً" وتحقيق الوعي الظرفي وفهم ساحة المعركة. تسمح طبقة الاستشعار للجنود باكتشاف وتحديد وتتبع كل من أنظمة العدو والأنظمة الصديقة ومسح التضاريس المحيطة بهم. سيتم دمج أجهزة الاستشعار الاستخباراتية والمراقبة والاستطلاع في جميع المركبات الأرضية المأهولة وغير المأهولة، وستكون قادرة على إنجاز مجموعة متنوعة من المهام. وستكون المركبات الجوية بدون طيار قادرة على المناورة إلى منطقة الهجوم وستوفر أجهزة الاستشعار الموجودة على متنها مراقبة الأهداف والتضاريس، من بين وظائف أخرى. بالإضافة إلى ذلك، لدى الشبكة نوعان من أنظمة الاستشعار الأرضية غير المراقبة، أجهزة الاستشعار الأرضية التكتيكية غير المراقبة (T-UGS) وأجهزة الاستشعار الأرضية الحضرية غير المراقبة (U-UGS). توفر الأولى الوعي الاستخباري والمراقبة والاستطلاع للفرق القتالية، بينما تدعم الثانية عمليات التطهير في الأماكن الضيقة أو نقاط الاختناق الحضرية. جميع أجهزة الاستشعار متصلة بالصورة العملياتية العامة التي تعطي للجندي نظرة عامة جيدة وفهمًا لساحة المعركة الخاصة به.

## طبقة التطبيقات
طبقة التطبيقات مسؤولة عن توفير القدرة المتكاملة لتقييم وتخطيط وتنفيذ عمليات المهمة التي تتمحور حول الشبكة باستخدام واجهة مشتركة. ويتكون من عشر حزم برمجية تعرف باسم تطبيقات قيادة المعركة. تتيح القدرات المجمعة لحزم برامج قيادة المعركة التفاعل الكامل بين الشبكة، وتوفر القدرة على فهم حالة المعركة أولاً. الفهم أولاً هو القدرة على رؤية الأنماط، وفهم مفهوم العدو للعمليات، ومخطط مناورته، ومن ثم استغلال نقاط ضعفه ونقاطه الحاسمة. توفر طبقة التطبيقات القدرة على حل مشكلات المنطقة الوظيفية في ساحة المعركة والقدرة على المساعدة في اتخاذ القرار لجميع الألوية والمستويات الأدنى.

## طبقة الخدمات
يُشار إلى طبقة الخدمات عادةً باسم بيئة التشغيل المشتركة لنظام الأنظمة (SoSCOE).  توفر هذه الطبقة إمكانية التشغيل البيني مع الأنظمة الحالية، والشبكات داخل وبين الأنظمة الأساسية (بما في ذلك خدمات البريد الإلكتروني والويب)، وخدمات البيانات وضمان المعلومات، وقدرات البحث. تحتوي طبقة الخدمات أيضًا على تطبيقات إدارية توفر إمكانات بما في ذلك خدمة تسجيل الدخول وبدء التشغيل وتسجيل الخروج والمسح وإعادة تشغيل التنبيه/الطوارئ والتحكم في المراقبة. فهي تتيح التكامل المباشر بين حزم البرامج المنفصلة، بغض النظر عن موقعها وآلية الاتصال والتكنولوجيا المستخدمة لتطويرها. لدى هذه الطبقة ثلاثة إصدارات مختلفة: الإصدار الصغير، الإصدار في الوقت الحقيقي، الإصدار القياسي. تسمح الإصدارات المتعددة بتلبية متطلبات الأداء وقابلية التوسع وقابلية النقل وقابلية التشغيل البيني لمنصات الشبكة.

## طبقة النقل
طبقة النقل هي طبقة الاتصالات. وتوفر أجهزة الراديو وأجهزة الكمبيوتر لمعالجة المعلومات. تعمل على تحسين القيود الحالية على اتصالات القوة لأنها مضمنة بشكل أساسي في المنصات المتنقلة وتتنقل مع التشكيلات القتالية. توفر طبقة النقل الاتصالات الأرضية والجوية والفضائية عبر ساحة المعركة. وتسمح للمعلومات بالتحرك بسلاسة بين متغيرات الشبكة والجنود. تتكون شبكة الاتصالات من طبقة نقل ثلاثية المستويات؛ الأرضية والجوية والفضائية. يعتمد المستوى الأرضي على نظام الراديو التكتيكي المشترك (JTRS) والراديو المتنقل الأرضي (GMR) وأجهزة الراديو المحمولة باليد والقابلة للتعبئة والصغيرة الحجم (HMS) التي تعمل على تشغيل شكلين موجيين تحويليين، وشكل موجة راديو الجندي (SRW)، وشكل موجة شبكة النطاق العريض (WNW). سيعمل كلا الراديوين أيضًا على تشغيل أشكال موجية قديمة مختارة لتوفير القوة الحالية وقابلية التشغيل البيني المشترك.

## طبقة المعايير
توفر طبقة المعايير، وهي أساس الشبكة، الإدارة اللازمة لتطبيقات الشبكة (أي القواعد التي يجب على الجندي استيعابها). وتصف أيضًا كيف يمكن للشبكة استخدام بيانات المستشعر من مصادر مختلفة. وهذا يضمن أن جميع المكونات ستعمل معًا بشكل صحيح. يتيح التوافق مع هذه المعايير إمكانية التشغيل البيني السلس مع القوات المشتركة وقوات التحالف لجميع أنظمة الأمن القومي (NSS) وأنظمة تكنولوجيا المعلومات (IT).